# Petróvskaya (Krasnodar)
Petróvskaya (del ruso: Петро́вская) es una stanitsa del raión de Slaviansk del krai de Krasnodar, en el sur de Rusia. Está situada entre los arrozales del delta del Kubán, 24 km al noroeste de Slaviansk-na-Kubani y 94 al noroeste de Krasnodar, la capital del krai. Tenía 13 554 habitantes en 2010.
Es cabeza del municipio Petróvskoye, al que pertenece asimismo Vodni.

## Historia
La localidad fue fundada en 1817 o 1823. El desarrollo de la stanitsa fue lento en un inicio, al estar alejada de las vías de comunicación principales. En 1835 se erigió la iglesia Gueorguiyévskaya. En 1861 contaba con 5 046 habitantes, una escuela y una escuela parroquial. Pertenecía al otdel de Temriuk del óblast de Kubán hasta 1920. Entre 1924 y 1953 fue centro del raión de Chernoyerkovskaya. A partir de la década de 1880 el desarrollo se incrementa, creándose los primeros molinos, fábricas de ladrillos y otros establecimientos industriales. En 1904 se construye la iglesia Pokrovakskaya y una capilla adjunta dedicada a la Santísima Trinidad. En 1914 la población había aumentado a 17 860 habitantes. Pertenecía al otdel de Temriuk del óblast de Kubán hasta 1920.
Tras la victoria del poder soviético, en las década de 1920 y 1930 se estableció la colectivización de las tierras, formándose varios koljoses: im. Voroshilova, im. Chapáyeva, im. Kalínina, im. Andréyeva, im. Makeyeva, Vudionnogo y Sotsialisticheski zhivotnovod. Entre 1924 y 1953 fue centro del raión de Chernoyerkovskaya. En esos años se trajo el agua potable a la stanitsa.
Durante la Gran Guerra Patria fue ocupada por las tropas de la Alemania Nazi desde agosto de 1942 al 18 de marzo de 1943. En las décadas de 1940 y 1950 se sucedieron reformas en la composición de los koljoses, pasando en 1958 a estar unidas todas las tierras en el koljós Kalinin (a partir de 1964 Rodina.

## Demografía
| 1890  | 1959   | 1979   | 2002   | 2008   | 2010   |
| ----- | ------ | ------ | ------ | ------ | ------ |
| 8 798 | 10 161 | 11 111 | 13 170 | 13 515 | 13 554 |

### Composición étnica
De los 13 170 habitantes que tenía en 2002, el 95.8 % era de etnia rusa, el 1.9 % era de etnia ucraniana, el 0.5 % era de etnia armenia, el 0.4 % era de etnia bielorrusa, el 0.2 era de etnia griega, el 0.2 % era de etnia tártara, el 0.2 % era de etnia alemana, el 0.1 % era de etnia azerí, el 0.1 % era de etnia georgiana y el 0.1 % era de etnia gitana

## Lugares de interés
Como edificio notable cabe mencionar la ya mencionada iglesia Gueorguiyévskaya, de 1835. En el centro de la stanitsa se halla el complejo memorial a los caídos en la defensa y liberación de la misma durante la Gran Guerra Patria en 1942-1943. Asimismo se hallan en la localidad varios monumentos: uno a Lenin y otro a la memoria de Pável Stepánovich Kuzub, nacido en Petróvskaya, Héroe de la Unión Soviética, que repitió el sacrificio de Aleksandr Matrósov, cerrando la aspillera de una ametralladora enemiga con su cuerpo. Cabe destacar los monumentos arquitectónicos que constituyen la escuela parroquial y la escuela de cosacos, fechados en 1890, el edificio administrativo, varias casas particulares y el molino del cosaco Abramenko (1914). Posee un museo etnográfico.

## Economía
Las principales compañías de la localidad son: ZAO Priazovskoye, OOO Niva Priazovia, OOO Petroris, OOO Slavianska A, OOO Trikotazhnoye proizvodstvo Belara, OOO Sluzhba Petrovskoye ZhKJ, Petrovskoye SelPO, 'OOO Agrofond, OOO Meliorator, la red eléctrica de Slaviansk Petrovski setevoi uchastok, la sección gasífera OOO Slavianskgorgaz.

## Servicios sociales

### Educación y deportes
La localidad cuenta con una escuela secundaria (nº29), tres escuelas generales básicas (n.º 9, 30 y 31), tres jardines de infancia (nº 23, 25 y 52), dos Casa de Cultura, dos Clubs de Cultura rurales, dos bibliotecas, una escuela musical, un polideportivo, una escuela de deportes y un estadio.

### Salud
Existen en la población un hospital de distrito y un punto de enfermería, tres farmacias y un gabinete veterinario.

## Transporte
La estación de ferrocarril más cercana se halla en Slaviansk-na-Kubani.